# Grimmia percarinata
Grimmia percarinata là một loài Rêu trong họ Grimmiaceae. Loài này được (Dixon & Sakurai) Nog. ex Deguchi mô tả khoa học đầu tiên năm 1978.